# Blocktryck på textilier

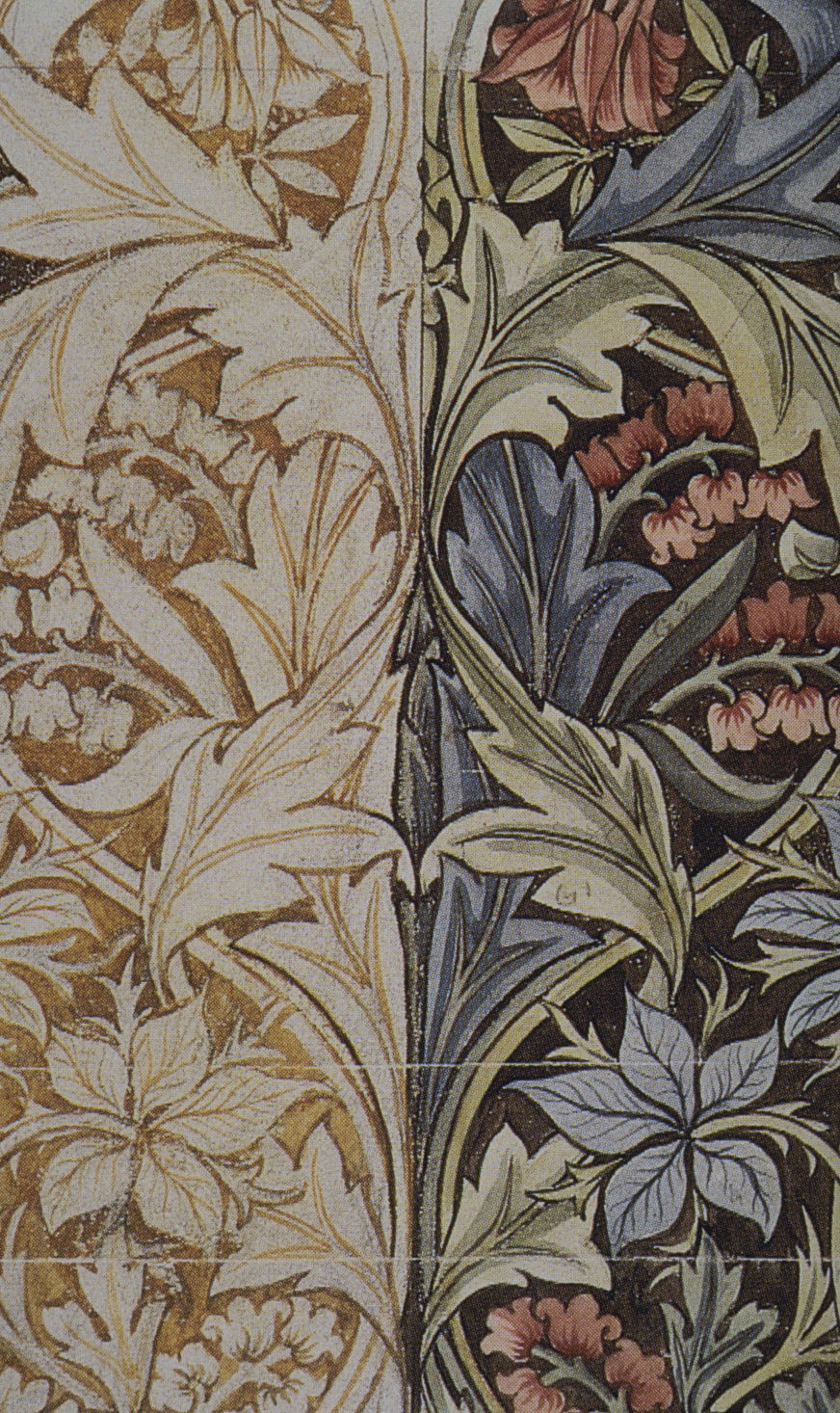
Detalj av design för tryck på tyg

Blocktryck, manuellt förfarande för överföring av mönster till tyg. Mönstret skärs ut i relief på ett absolut plant, sprickfritt block av ett tätvuxet träslag som inte flisar sig (till exempel päron- eller körsbärsträ). Vid tryckning med flera färger begagnas ett block för varje färg.